# Pierrefitte-en-Beauvaisis
 Pierrefitte-en-Beauvaisis  es una comuna (municipio) de Francia, en la región de Picardía, departamento de Oise, en el distrito de Beauvais y Cantón de Beauvais-Nord-Ouest.
Su población en el censo de 1999 era de 369 habitantes.
Está integrada en la Communauté d’agglomération du Beauvaisis.

## Demografía
| 177 | 201 | 225 | 277 | 356 | 369 |
| Para los censos de 1962 a 1999 la población legal corresponde a la población sin duplicidades (Fuente: INSEE [Consultar]) |     |     |     |     |     |

- Datos: Q1337617
- Multimedia: Pierrefitte-en-Beauvaisis / Q1337617

1. ↑  Worldpostalcodes.org, código postal n.º 60112.
2. ↑  INSEE, Datos de población para el año 2012 de Pierrefitte-en-Beauvaisis (en francés).